# Mosty Prawe
Mosty Prawe (biał. Масты Правыя; ros. Мосты Правые) – agromiasteczko na Białorusi, w obwodzie grodzieńskim, w rejonie mostowskim, w sielsowiecie Mosty; na skrzyżowaniu dróg republikańskich R41 i R51. Położone nad Niemnem.
Pierwsza wzmianka o miasteczku Mosty jako siedzibie wołości pochodzi z 1486 roku. Od 1589 roku miejscowość należała do ekonomii grodzieńskiej. Od XIX w. do dwudziestolecia międzywojennego nad Niemnem w Mostach Prawych znajdowała się przystań żeglugi rzecznej oraz kursował prom przez rzekę. W dwudziestoleciu międzywojennym leżały w Polsce, w województwie białostockim, w powiecie grodzieńskim. Wówczas dokonano rozdziału miejscowości na Mosty Prawe i Mosty Lewe.  Od czasów carskich do II Rzeczypospolitej siedziba gminy Mosty.
Znajduje tu się rzymskokatolicka parafia św. Jana Chrzciciela w Mostach Prawych. 